# Mainstream Top 40
Pop Songs (în precendență cunoscut ca Mainstream Top 40) este un clasament muzical din Statelor Unite ale Americii calculat și publicat săptămânal de Billboard. Clasamentul dispune de 40 de poziții obținute datorită calculului de cântece difuzate în cele 130 de posturi radio cunoscute al teritoriului american.

## Legături externe
- en Pop Songs pe Billboard